# مساعد (اسم)
مساعد هو اسم علم مذكر من أصل عربي، ومعناه هو من الفعل ساعد، المعاون المعين المؤازر.

## شخصيات تحمل الاسم
- مساعد أحمد العصيمي (صحفي سعودي)
- مساعد الرشيدي (شاعر سعودي، 1962 – 12 يناير 2017)
- مساعد السعيد
- مساعد المالكي (القرن 20 – )
- مساعد بن جلوي بن تركي آل سعود
- مساعد بن سعود بن عبد العزيز آل سعود (أمير سعودي، 1927 – 17 سبتمبر 2012)
- مساعد بن عبد العزيز آل سعود (26 يونيو 1923 – 19 أغسطس 2013)
- مساعد بن محمد السناني (القرن 20 – )
- مساعد بن محمد العيبان (القرن 20 – )
- مساعد ندا (لاعب كرة قدم كويتي، 8 يوليو 1983[3] – )

## وصلات خارجية
- موسوعة السلطان قابوس لأسماء العرب